# Мелітопольська черешня (клуб)
«Мелітопольська черешня» — аматорський футбольний і міні-футбольний клуб з міста Мелітополь, дворазовий чемпіон Запорізької області (2011, 2013), триразовий володар Кубка Мелітополя з футболу (2011—2013), чотириразовий чемпіон Мелітополя з міні-футболу (2011−2014).

## Історія

### Розформування«Олкома»
Команда «Мелітопольська черешня» була створена торговою маркою «Мелітопольська черешня», засновник якої Сергій Мінько (нині виконувач обов'язків міського голови Мелітополя) колись сам грав у футбол.
У лютому 2011 через фінансові проблеми був розформований футбольний клуб «Олком», який грав у групі Б другої ліги чемпіонату України з футболу і був єдиним професійним футбольним клубом Мелітополя. Частина гравців «Олкома» увійшла до складу «Мелітопольської черешні», зокрема, Олександр Капуста, Юрій Рибальченко, Володимир Макаров, Євген Ткачов, Юрій Пономаренко, Богдан Босецький.
Олександр Капуста, капітан «Олкома» і перший гравець, який забив 100 м'ячів у другій лізі України, став також капітаном «Мелітопольської черешні».
Колишній олкомівець Юрій Рибальченко став граючим тренером команди.
Костянтин Дудченко, також колишній гравець «Олкома», а пізніше гравець команд вищих ліг України, Росії та Казахстану, також часто грає за «Мелітопольської черешню» в чемпіонаті Мелітополя з міні-футболу, який припадає на час зимової перерви в іграх професійних ліг.

### Сезон 2011
Ще до розформування «Олкома», в січні 2011 року, «Мелітопольська черешня» стала чемпіоном Мелітополя з міні-футболу, здобувши 9 перемог в 10 матчах.
Потім «Мелітопольська черешня» провела дуже успішний сезон в чемпіонаті області і достроково стала чемпіоном за 3 гри до закінчення чемпіонату, зрештою обійшовши найближчих суперників на 13 очок.
У травні 2011 року «Мелітопольська черешня» виграла Кубок губернатора Запорізької області. А в листопаді стала також володарем кубка Мелітополя, обігравши у фіналі команду ТДАТУ з «хокейним» рахунком 9:2.

### Сезон 2012
Команда почала рік з перемоги в чемпіонаті міста з міні-футболу.
Чемпіонат Запорізької області з футболу у 2012 році проходив у 2 етапи. Спочатку 16 учасників чемпіонату були розбиті на 2 дивізіону по 8 команд, і в кожному дивізіоні був зіграний чемпіонат у 2 кола. Перші 4 команди кожного дивізіону виходили в прем'єр-лігу області, а команди, що зайняли 5-8 місця — у вищу лігу. «Мелітопольська черешня» відіграла перший етап чемпіонату погано, зайнявши 5-е місце у своєму дивізіоні і опинившись у вищій лізі. У кожній лізі також проводився чемпіонат в 2 кола. Програвши тільки 1 матч з 14, «Мелітопольська черешня» посіла перше місце у вищій лізі Запорізької області.
Навесні 2012 року команда взяла участь в іграх на Кубок губернатора Запорізької області. Дійшовши до фіналу, «Мелітопольська черешня» в напруженій боротьбі поступилася Вільнянському «Вектору» з рахунком 2:3.
У листопаді 2012 року «Мелітопольська черешня» вдруге виграла кубок Мелітополя.

### Сезон 2013
В чемпіонаті Запорізької області інтрига зберігалася аж до останнього матчу, і, тільки обігравши 16 листопада команду «Таврія-Скіф» з Роздолу, «Мелітопольська черешня» змогла на одне очко випередити команду «Вектор» і вдруге стати чемпіоном області.

### Сезон 2014
Команда почала сезон, вигравши чемпіонат міста з міні-футболу (четвертий раз поспіль).

### Сезон 2015
Після матчу з «Ольвією» у четвертому турі чемпіонату Запорізької області з футболу, який відбувся 16 травня на стадіоні «Спартак» ім. О. Олексенко, «Мелітопольська черешня» очолила турнірну таблицю.
Футболісти «Черешні», вперше граючи в чемпіонаті-2015 на рідному полі, порадували своїх уболівальників відмінним переможним результатом: 5:2.

## Титули
Чемпіонат Запорізької області:
- Переможець (2 рази): 2011, 2013

Чемпіонат Мелітополя:
- Переможець: 2013.

Кубок Мелітополя:
- Володар (3 рази): 2011.

Кубок губернатора Запорізької області:
- Володар: 2011.
- Фіналіст: 2012.

Кубок Олега Олексенка:
- Володар: 2013.

Чемпіонат Мелітополя з міні-футболу:
- Переможець (4 рази): 2011, 2012, 2013, 2014.

## Тренери
- Юрій Рибальченко — тренер команди практично з моменту її створення, колишній гравець мелітопольських команд «Торпедо» і «Олком». У 2011 році був граючим тренером, іноді виходячи на поле у складі команди.